# Victor-Klemperer-Wettbewerb
Der Victor-Klemperer-Jugendwettbewerb war ein nach Victor Klemperer benannter Wettbewerb für Schüler, Jugendliche und Erwachsene, welche sich mit den Themenbereichen Demokratie und Toleranz kreativ beschäftigen wollten. Dies konnte in einer Vielzahl Formen, wie beispielsweise Aufsätzen, Interviews, Gedichten, Theaterstücken, musikalischen oder anderen künstlerischen Ausdrucksformen geschehen. Der Victor-Klemperer-Jugendwettbewerb wurde bundesweit an Schulen, Initiativen, Jugendgruppen und Vereine ausgeschrieben.

## Ziel
Im Sinne des Namensgebers wollten die Veranstalter Demokratie, Toleranz, Zivilcourage und Weltoffenheit besonders bei jungen Leuten stärken. Jugendliche konnten sich in ihren Wettbewerbsbeiträgen kritisch mit aktuellen gesellschaftlichen Entwicklungen oder mit dem nationalsozialistischen Deutschland auseinandersetzen.

## Entstehung
In den neunziger Jahren hatten rechtsextremistische Ausschreitungen in Deutschland stark zugenommen – Initiativen gegen Rassismus und Gewalt wurden daraufhin ins Leben gerufen. Im Jahre 2000 gründeten das von der Bundesregierung initiierte Bündnis für Demokratie und Toleranz, die Dresdner Bank und der Aufbau-Verlag, der die Klemperer-Tagebücher herausgegeben hatte, den Victor-Klemperer-Jugendwettbewerb, der seitdem jedes Jahr ausgeschrieben wurde. Seit 2002 war das ZDF als Partner hinzugekommen. Der Wettbewerb wurde 2009 letztmals ausgeschrieben.

## Themen
Die Wettbewerbsbroschüre enthielt sowohl historische – meist den Nationalsozialismus betreffende – als auch aktuelle Themen wie Globalisierung, Menschenrechte, Zuwanderung und Integration, jüdisches Leben im heutigen Deutschland oder Sport – wie zum Beispiel anlässlich der Fußballweltmeisterschaft 2006. Auch viele deutsche Popmusik-Größen wie Reamonn, Klee, Silbermond und Rosenstolz hatten in der Wettbewerbsbroschüre zu Demokratie und Toleranz aufgerufen.

## Jury
Der Jury gehörten neben anderen Bundesfinanzminister Wolfgang Schäuble, der Vorstandsvorsitzende der Dresdner Bank Herbert Walter und der Intendant des ZDF Markus Schächter an.